# 吉岡宏美
吉岡 宏美（よしおか ひろみ、1952年11月3日 - ）は、日本の実業家。株式会社徳島大正銀行取締役副会長。徳島県出身。

## 略歴
1975年大阪経済大学経済学部を卒業し、1976年4月徳島相互銀行（現・徳島銀行）に入行。
主に人事、企画畑を中心に担い、2001年取締役営業企画部長、2003年常務取締役総合企画本部長、2006年代表取締役専務取締役 総合企画本部長、2011年代表取締役頭取就任。
香川銀行との経営統合により設立されたトモニホールディングスでは設立準備の陣頭指揮を執り、取締役副社長に就任。
2020年1月 株式会社徳島大正銀行 代表取締役頭取。
同年6月、トモニHD取締役副社長兼徳島大正銀行代表取締役頭取を退任。徳島大正銀行取締役副会長就任。